# Знамя Труда (Гомельская область)
Знамя Труда (бел. Сцяг Пра́цы) — посёлок в Улуковском сельсовете Гомельского района Гомельской области Республики Беларусь.

## География

### Расположение
В 8 км на восток от Гомеля.

### Гидрография
На севере мелиоративный канал.

## Транспортная сеть
Транспортные связи по просёлочной, затем автомобильной дороге Добруш — Гомель. Планировка состоит из прямолинейной улицы, ориентированной с юго-запада на северо-восток. Застройка двусторонняя, деревянная, усадебного типа.

## История
Основан в начале XX века переселенцами из соседних деревень. В 1926 году в Головинском сельсовете Гомельского округа. В 1930 году организован колхоз «Авиатор», работала кузница.
Во время Великой Отечественной войны в сентябре 1943 года немецкие оккупанты сожгли посёлок.
В 1959 году в составе совхоза «Берёзки» (центр — деревня Берёзки).

## Население

### Численность
- 2019 год — 50 жителей

### Динамика
- 1926 год — 34 двора, 161 житель
- 1940 год — 35 дворов, 208 жителей
- 1959 год — 283 жителя (согласно переписи)
- 2004 год — 39 хозяйств, 69 жителей
- 2009 год — 51 жителей (перепись населения)
- 2019 год — 50 жителей (перепись населения)